# Dekret Gracjana

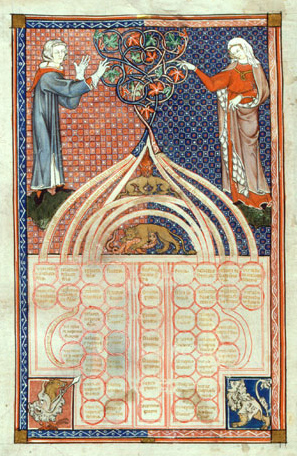
Decretum Gratiani

Decretum Gratiani (Dekret Gracjana) jest zbiorem prawa kanonicznego spisanego około 1140 roku przez Gracjana. Używane były również inne nazwy na oznaczenie zbioru: Decreta, Corpus decretorum czy Corpus canonum lecz przyjmuje się, że sam autor nazwał swój zbiór Concordia discordantium canonum (pol. Uzgodnienie kanonów niezgodnych). Często skracano również nazwę do Concordia canonum.
Dekret został opracowany przy użyciu metody scholastycznej. Był to zbiór prywatny i systematyczny, o cechach traktatu naukowego, który uwzględnił wszystkie ogólnie przyjęte przepisy prawne i usunął zachodzące pomiędzy nimi faktyczne lub pozorne niezgodności, czy sprzeczności i zastąpił wszystkie dawniejsze zbiory prawa kanonicznego. W średniowieczu i czasach nowożytnych pełnił również rolę podstawowego podręcznika stosowanego w nauczaniu prawa kanonicznego. Był także uznanym komentarzem prawa kanonicznego. Został włączony do Corpus Iuris Canonici.

## Źródła
Gracjan uwzględnił w swoim opracowaniu teksty Pisma św., kanony soborowe i synodalne, dekretały papieskie, fragmenty pism Ojców Kościoła i pisarzy kościelnych, z ksiąg pokutnych i liturgicznych oraz zwyczaje prawne. Ponadto włączył wybrane teksty z prawa rzymskiego i praw germańskich, kapitularze frankońskie, konstytucje królów i cesarzy średniowiecznych.
W swojej pracy rzadko opierał się na tekstach oryginalnych. Najczęściej wykorzystywał wcześniejsze opracowania, m.in.: Zbiór dedykowany Anzelmowi, Zbiór Regiona z Prum, Dekret Burcharda z Wormacji, Zbiór XII części, zbiory Anzelma z Lukki, kard. Deusdedit, Iwona z Chartres, Polycarpus i Collectio caesaraugustiana.

## Systematyka
Dzieło dzieli się na trzy części. Należy wskazać, że podział ten nie był prawdopodobnie stworzony przez samego autora lecz powstał później. Były również stosowane podziały na cztery lub tylko dwie części.
Pierwsza część podzielona jest na 101 dystynkcji (distinctiones), czyli zasady, które były udowadniane lub wyjaśniane przy pomocy tekstów źródłowych (auctoritates) podzielonych na rozdziały (capita, capitula), które współcześnie nazywane są najczęściej kanonami (canones).
Część druga składa się z 36 spraw (causae), które opisują fikcyjne lub prawdziwe sytuacje lub sprawy sądowe wymagające rozstrzygnięcia. Opis każdej sprawy składał się z pytań prowadzących do rozstrzygnięcia (quaestiones), które odwoływały się do tekstów źródłowych (capita lub canones).
Ostatnia część dzieli się na 5 dystynkcji podzielonych na kanony.

## Zawartość
W części pierwszej można wyróżnić 3 grupy zagadnień. Dystynkcje 1-20 stanowią wstęp do dzieła, który przedstawia pojęcie i podział prawa kościelnego oraz jego źródła: prawo natury, prawo zwyczajowe i stanowione. Dystynkcje 21-80 zawierają przepisy dotyczące duchownych: prawa i obowiązki, predyspozycje do święceń, przeszkody i nieprawidłowości w święceniach, szafarz święceń i ich udzielanie. Dystynkcje od 81 do 101 zawierają normy dotyczące biskupów, spraw materialnych duchownych i stosunków pomiędzy władzą świecką i kościelną.
Część druga dotyczy kompetencji sądownictwa kościelnego oraz postępowania sądowego, kościelnego prawa majątkowego, zakonnego i małżeńskiego. Obszerny fragment stanowią przepisy pokutne – traktat o pokucie (łac. tractatus de poenitentia), który prawdopodobnie pochodzi od innego autora i jest późniejszym dodatkiem.
W części trzeciej znajdują się przepisy o Eucharystii, chrzcie i bierzmowaniu, dniach świętych, sakramentaliach i o poście. Pierwszą dystynkcję tworzy traktat o konsekracji kościoła (de consecratione), który prawdopodobnie również jest późniejszym dodatkiem do Dekretu
Oprócz zagadnień ściśle prawniczych Gracjan poruszał kwestie teologiczne (dogmatyczne i moralne).

## Znaczenie
Gracjan uporządkował wcześniejsze ustawodawstwo kościelne.
Dekret powstał jako zbiór prywatny. Nie został nigdy zatwierdzony jako zbiór urzędowy i autentyczny przez ustawodawcę kościelnego, ani nie stał się takim na mocy zwyczaju. Wartość prawna poszczególnych przepisów włączonych do zbioru była taka sama, jak przed ich włączeniem. Wprawdzie niektóre przepisy partykularne z czasem stały się prawem powszechnym, a inne nie posiadające wartości prawnej jak, np. teksty sfałszowane stały się przepisami prawnie obowiązującymi, to nie odnosiło się to do Dekretu jako całości. Jakiekolwiek urzędowe odwołania do jego treści były odniesieniem się do konkretnego tekstu. Nie posiadały wartości prawnej teksty nie pochodzące od ustawodawcy kościelnego. Treść pochodząca od Gracjana (dicta) miała jedynie znaczenie wyjaśniające i interpretujące. Wartość prawną mogła uzyskać tylko na mocy zwyczaju.

## Wpływ na rozwój prawa kanonicznego
Gracjan, przez swoje dzieło, przyczynił się do wyodrębnienia nauki prawa kanonicznego z teologii jako samodzielnej dyscypliny (początkowo nazywanej teologią praktyczną zewnętrzną). Dekret stanowił podstawę dalszej ewolucji prawa kanonicznego. Dzięki ogólnemu uznaniu jakim cieszył się Dekret wśród wykładowców prawa kanonicznego oraz powszechnemu stosowaniu go jako podręcznika, Gracjan uważany jest za ojca kanonistyki. Zbiory później tworzone często się odwoływały do Dekretu i stanowiły w pewnej mierze jego kontynuację i dopełnienie. Dobitnie podkreślone jest to przez nazywanie tych zbiorów extravagantes – od wyrażenia extra Decretum vagantes, co oznaczało „pozostające poza Dekretem Gracjana”. Metoda przyjęta przy opracowywaniu zbioru przez Gracjana była używana z powodzeniem przez autorów zbiorów późniejszych.
Użyta przy opracowywaniu zbioru metoda dialektyczna pozwoliła innym profesorom prawa pracować z Dekretem i przedstawiać ich własne rozwiązania i komentarze. Takie komentarze były nazywane glosami. Edycje Dekretu wydane w XVI i XVII wieku często zawierały glosy umieszczane wzdłuż tekstu. Zbiory glos były nazywane gloss apparatus lub Lectura in Decretum. Systematyczne komentarze były nazywane „Summa”. Niektóre z nich zdobyły szybko uznanie  i uzyskały taką samą sławę jak zbiór Gracjana.
Pierwszymi komentatorami byli Paucapalea (przed 1148) i Magister Rolandus, profesor prawa na uniwersytecie w Bolonii, który był, prawdopodobnie mylnie, utożsamiany z papieżem Aleksandrem III.

## W sieci
- Egzemplarz Dekretu w zbiorach Biblioteki Uniwersyteckiej KUL. pater.kul.lublin.pl. [zarchiwizowane z tego adresu (2006-02-09)].
- Dekret Gracjana wydany przez Friedberga w 1879 roku